# Gary Locke (politicus)
Gary Faye Locke (Seattle, 21 januari 1950) is een Amerikaans politicus van de Democratische Partij.

## Levensloop
Tussen 1997 en 2005 was Locke gouverneur van de Amerikaanse staat Washington. In 2009 werd hij door de nieuw gekozen president Barack Obama geselecteerd als minister van Economische Zaken in diens kabinet. Hij verving hiermee de beoogde Bill Richardson, die zich terugtrok na een onderzoek naar een bedrijf waarmee hij als gouverneur van New Mexico zaken deed. Locke diende als minister tot 2011, toen hij door president Obama werd gevraagd als de nieuwe ambassadeur in China. Locke bekleedde dit ambassadeurschap tot maart 2014.
- International Standard Name Identifier: 0000 0000 4166 7419
- Library of Congress Control Number: no99030743
- MusicBrainz: 9ba3a9ed-419b-4b53-b4d0-220767a1d308
- National Archives and Records Administration: 10575204
- SNAC: w6n05cm7
- Virtual International Authority File: 58713598
- WorldCat: E39PBJfRxCwWFGqPfxvDGxYQMP